# Droga transkaukaska
Droga transkaukaska (ros. Транскавказская автомагистраль) – górska droga przecinająca pasmo Wielkiego Kaukazu przez Przełęcz Roki (3008 m n.p.m.), łącząca Osetię Północną z Osetią Południową, a szerzej - Rosję z Gruzją.
Została zbudowana w latach 1971–1981 przez Związek Radziecki, jako trasa alternatywna dla Gruzińskiej Drogi Wojennej i Osetyjskiej Drogi Wojennej. W zimie droga jest często zamknięta z powodu zagrożenia lawinowego.